# Подход внутреннего измерения
Подход на основе внутренних мер (IMA-англ. Internal Measurement Approach) — один из продвинутых подходов (AMA) к оценке операционного риска, предложенный Базельским комитетом по банковскому надзору. Подход основан на утверждаемых надзорными органами гамма-коэффициентах для перевода ожидаемых операционных потерь в требований к капиталу.

## Сущность IMA
По каждой бизнес-линии и каждому типу потерь определяются ожидаемые потери по аналогии с кредитным риском:
{\displaystyle EL=EI\cdot PE\cdot LGE}
где {\displaystyle EI} — индикатор позиции под операционным риском (Exposure Indicator);
{\displaystyle PE} — вероятность событий операционного риска (Probability of Event);
{\displaystyle LGE} — потери в результате события риска (Loss Given that Event).
Требования к капиталу для данной бизнес-линии и типа потерь определяются умножением ожидаемых потерь на соответствующий показатель гамма:
{\displaystyle OR_{ij}=\gamma _{ij}EL_{ij}}
Кроме этого, было предложено использование коэффициентов, учитывающих риск-профиль организации (RPI-Risk Profile Index). Соответственно, суммарные требования к капиталу под операционный риск рассчитываются как сумма требований к капиталу по всем элементам матрицы «Бизнес-линия/Тип потерь».
Таким образом, общая формула оценки операционного риска имеет вид:
{\displaystyle OR=\sum _{i}\sum _{j}\gamma _{ij}\cdot EI_{ij}\cdot PE_{ij}\cdot LGE_{ij}\cdot RPI_{ij}}

## Типы операционных потерь
Базельский комитет определил следующие основные виды потерь:
- Списания (англ. Write-downs) — прямое снижение стоимости активов в результате кражи, мошенничества, несанкционированной деятельности, рыночные и кредитные потери, связанные с событиями операционного риска.
- Потери от регресса (англ. Loss of Recourse) — выплаты по неправильным перечислениям денег.
- Возмещение ущерба (англ. Restitution) — выплаты клиентам по основному долгу или процентам в порядке возмещения или потери, а также другие формы компенсации клиентам.
- Судебные потери (англ. Legal Liability) — судебные издержки.
- Регулирование и комплаенс (англ. Regulatory and Compliance) — штрафы и другие потери от санкций регулирующих органов, включая налоговые претензии, а также отзыв лицензий.
- Утрата или повреждение активов (англ. Loss of or Damage to assets) — прямое снижение стоимости материальных активов из-за аварий, пожаров, землетрясений.

## Индикаторы операционного риска
По последнему типу потерь индикатор одинаковый для всех бизнес-линий — стоимость основных средств. Для остальных типов потерь индикаторы могут отличаться для разных бизнес-линий. По бизнес-линии «Корпоративные финансы» индикатором является объём новых сделок, для «Торговля и продажи» — объём торговли, для «Розничные брокерские услуги» — стоимость сделок. Для бизнес-линий «Розничные банковские операции», «Коммерческие банковские операции» и «Платежи и расчеты» индикатором является в основном объём операций, однако для типа потерь «Регулирование и комплаенс» индикатором является количество операций. Для бизнес-линий «Агентские услуги» и «Управление активами» основным индикатором является стоимость активов под управлением или в хранении, однако по типу потерь «Реституции» индикатором является стоимость сделок.